# NGC 7194
NGC 7194 (również PGC 67945 lub UGC 11888) – galaktyka eliptyczna (E), znajdująca się w gwiazdozbiorze Pegaza. Odkrył ją Lewis A. Swift 9 listopada 1884 roku.